# Saison 2 des Experts
Chronologie
Saison 1 Saison 3
Cet article présente le guide des épisodes de la deuxième saison de la série télévisée Les Experts (CSI: Crime Scene Investigation).

## Distribution

### Acteurs principaux
- William Petersen (V.F.: Stéfan Godin) : Gil Grissom
- Marg Helgenberger (V.F.: Emmanuelle Bondeville) : Catherine Willows
- Gary Dourdan (V.F.: Éric Aubrahn) : Warrick Brown
- George Eads (V.F.: Denis Laustriat) : Nick Stokes
- Paul Guilfoyle (V.F.: François Dunoyer) : Jim Brass
- Jorja Fox (V.F.: Laurence Dourlens) : Sara Sidle

### Acteurs récurrents et invités
- Robert David Hall (V.F.: Pascal Casanova) : Albert Robbins (23 épisodes)
- Eric Szmanda (V.F.: Benjamin Boyer) : Greg Sanders (22 épisodes)
- David Berman (V.F.: Jérémy Prévost) : David Phillips (12 épisodes)
- Skip O'Brien (en) : Sgt. Ray O'Riley (7 épisodes)
- Archie Kao : Archie Johnson (5 épisodes)
- Gerald McCullouch (en) : Bobby Dawson (4 épisodes)
- Geoffrey Rivas : Det. Sam Vega (4 épisodes)
- Joseph Patrick Kelly : Officer Joe Metcalf (3 épisodes)
- Jeffrey D. Sams : Det. Cyrus Lockwood (3 épisodes)
- Eric Stonestreet : Ronnie Litre (3 épisodes)
- Marc Vann : Conrad Ecklie (2 épisodes)
- Christopher Wiehl : Hank Peddigrew (2 épisodes)
- Brigid Brannagh : Tammy Felton (épisode 9)
- Daniel Dae Kim : Agent Beckman (épisode 10)
- Marcia Cross : Julia Fairmont (épisode 11)
- Brianna Brown : Jane Galloway (épisode 19)
- Jennette McCurdy : Jackie Trent (épisode 20)
- Zachary Quinto : Mitchell Sullivan (épisode 21)
- David Caruso : Horatio Caine (épisode 22)
- Emily Procter : Calleigh Duquesne (épisode 22)
- Adam Rodriguez : Eric Delko (épisode 22)
- Khandi Alexander : Alexx Woods (épisode 22)
- Rory Cochrane : Tim Speedle (épisode 22)
- Brenda Strong : Leigh Sapian (épisode 3)
- Jeremy Renner : Roger Jennings (épisode 6)
- Sasha Alexander : Robin Childs (épisode 6)

## Épisodes

### Épisode 1:Une mort étouffée
- États-Unis /  Canada : 27 septembre 2001 sur CBS / CTV
- France : 24 février 2002 sur TF1 [1]
- Québec : sur Séries+

- États-Unis : 22,30 millions de téléspectateurs[2]

### Épisode 2:Victime sans coupable
- États-Unis : 4 octobre 2001 sur CBS / CTV
- France : 3 mars 2002 sur TF1

- États-Unis : 19,70 millions de téléspectateurs[2]
- France : 6,727 millions de téléspectateurs[3] (rediffusion)

### Épisode 3:Régression mortelle
- États-Unis : 11 octobre 2001 sur CBS / CTV
- France : 25 mai 2002 sur TF1

- États-Unis : 22,70 millions de téléspectateurs[2]

- Brenda Strong (Leigh Sapian)

### Épisode 4:Un tyran dans les rangs
- États-Unis : 18 octobre 2001 sur CBS / CTV
- France : 29 juin 2002 sur TF1

- États-Unis : 23,00 millions de téléspectateurs[2]

### Épisode 5:Permis de démolir
- États-Unis : 25 octobre 2001 sur CBS / CTV
- France : 10 mars 2002 sur TF1

- États-Unis : 24,70 millions de téléspectateurs[2]

### Épisode 6:Faux coupable
- États-Unis : 1er novembre 2001 sur CBS / CTV
- France : 24 mars 2002 sur TF1

- États-Unis : 23,20 millions de téléspectateurs[2]

- Jeremy Renner (Roger Jennings)
- Sasha Alexander (Robin Childs)

### Épisode 7:À livre ouvert
- États-Unis : 8 novembre 2001 sur CBS / CTV
- France : 17 mars 2002 sur TF1

- États-Unis : 25,10 millions de téléspectateurs[2]

### Épisode 8:Le Charme discret du fétichisme
- États-Unis : 15 novembre 2001 sur CBS / CTV
- France : 8 juin 2002 sur TF1

- États-Unis : 25,10 millions de téléspectateurs[2]

### Épisode 9:Drôles de braqueuses
- États-Unis : 22 novembre 2001 sur CBS / CTV
- France : 14 avril 2002 sur TF1

- États-Unis : 22,80 millions de téléspectateurs[2]
- France : 8,296 millions de téléspectateurs[4](rediffusion)

Brigid Brannagh (Tammy Felton)

### Épisode 10:Faux semblants
- États-Unis : 6 décembre 2001 sur CBS / CTV
- France : 7 avril 2002 sur TF1

- États-Unis : 24,00 millions de téléspectateurs[2]
- France : 7,343 millions de téléspectateurs[3] (rediffusion)

Daniel Dae Kim (Agent Beckman)

### Épisode 11:C'est pas moi, c'est elle
- États-Unis : 13 décembre 2001 sur CBS / CTV
- France : 15 juin 2002 sur TF1

- États-Unis : 17,50 millions de téléspectateurs[2]

Marcia Cross (Julia Fairmont)

### Épisode 12:Des fleurs mortes
- États-Unis : 20 décembre 2001 sur CBS / CTV
- France : 31 mars 2002 sur TF1

- États-Unis : 23,70 millions de téléspectateurs[2]
- France : 7,06 millions de téléspectateurs[5](rediffusion)

### Épisode 13:Le Juge était presque parfait
- États-Unis : 17 janvier 2002 sur CBS / CTV
- France : 28 avril 2002 sur TF1

- États-Unis : 24,10 millions de téléspectateurs[2]

Un homme en route vers Las Vegas embarque de nuit un autostoppeur alors que la pluie tombe. Plus tard, celui-ci est retrouvé mort dans une baignoire, victime d'un tueur en série auquel Grissom a déjà eu affaire : Paul Millander.
En faisant des recoupements entre les victimes de Millander, l'équipe permet à Grissom et Catherine de le retrouver officiant comme juge sous une fausse identité. En voulant le faire arrêter sur-le-champ, Grissom est emprisonné sur ordre du faux magistrat.
Plus tard, Millander le fait libérer et lui donne rendez-vous chez lui pour un repas. Grissom s'y rend et reçoit un appel pendant le repas qui met à mal son projet de démasquer Millander : il a une identité légale, obtenue frauduleusement.
En fouillant dans le passé de Millander, Catherine détermine que sa mère vit toujours. Elle se rend chez celle-ci avec Grissom dans le but de trouver une preuve irréfutable de l'existence de Paul Millander. En analysant les indices trouvés dans la maison, ils parviennent à établir que Millander est un homme trans. De Pauline, il s'est transformé en Paul.
Plus tard, lors d'une confrontation, Grissom apprend que Millander s'en veut de façon maladive de n'avoir pas pu empêcher le meurtre de son père, parce qu'il se comportait déjà comme une fille. Grissom recueille l'ADN de Millander, ce qui lui permet de démontrer sans l'ombre d'un doute son identité. À la cour, Millander doit assumer seul sa défense. Alors qu'il est attendu en salle d'audience, il s'échappe en utilisant une fausse carte d'identité à l'image de Grissom.

### Épisode 14:Un doigt de vérité
- États-Unis : 31 janvier 2002 sur CBS / CTV
- France : 21 avril 2002 sur TF1

- États-Unis : 23,50 millions de téléspectateurs[2]

### Épisode 15:Écran de fumée
- États-Unis : 7 février 2002 sur CBS / CTV
- France : 8 juin 2002 sur TF1

- États-Unis : 24,64 millions de téléspectateurs[6]

### Épisode 16:Du sang sur la glace
- États-Unis : 28 février 2002 sur CBS / CTV
- France : 8 février 2003 sur TF1

- États-Unis : 28,74 millions de téléspectateurs[7]

### Épisode 17:Le Troisième œil
- États-Unis : 7 mars 2002 sur CBS / CTV
- France : 22 février 2003 sur TF1

- États-Unis : 26,73 millions de téléspectateurs[8]
- France : 8,913 millions de téléspectateurs[5] (rediffusion)

### Épisode 18:La Roue du destin
- États-Unis : 28 mars 2002 sur CBS / CTV
- France : 8 février 2003 sur TF1

- États-Unis : 25,24 millions de téléspectateurs[9]
- France : 8,63 millions de téléspectateurs[5](rediffusion)

### Épisode 19:Service à domicile
- États-Unis : 4 avril 2002 sur CBS / CTV
- France : 22 juin 2002 sur TF1

- États-Unis : 26,78 millions de téléspectateurs[10]

- Brianna Brown (Jane Galloway)

### Épisode 20:De si jolis chatons
- États-Unis : 25 avril 2002 sur CBS / CTV
- France : 15 mars 2003 sur TF1

- États-Unis : 23,50 millions de téléspectateurs[11]

- Diane Farr (Marcy Tobbin)

### Épisode 21:La Place du mort
- États-Unis : 2 mai 2002 sur CBS / CTV
- France : 15 février 2003 sur TF1

- États-Unis : 26,17 millions de téléspectateurs[12]

- Zachary Quinto : Mitchell Sullivan

### Épisode 22:La Mort dans tous ses états
- États-Unis : 9 mai 2002 sur CBS / CTV
- France : 15 février 2003 sur TF1

- États-Unis : 27,12 millions de téléspectateurs[13]
- France : 9,305 millions de téléspectateurs[4] (rediffusion)

- Jeffrey D. Sams (Det. Lockwood)
- David Caruso (Horatio Caine)
- Rory Cochrane (Tim Speedle)
- Emily Procter (Calleigh Duquesne)
- Adam Rodriguez (Eric Delko)
- Khandi Alexander (Alexx Woods)
- Jenna Boyd (Sasha Rittle)
- Darlene Vogel (Mina Rittle)
- David Alan Basche (Gordon Daimler)
- Marc Macaulay (en) (Florida State Trooper)
- Tom Hillman (Special Agent Sackheim)
- Paul Tei (Night Club Manager)
- Ralph Navarro (Doorman)
- Jackson Rose (Dylan Corwin)
- John Kapelos (Chief Rittle)
- Kari Wuhrer (Tiffany Langer)
- Todd Felix (Safecracking Tech)
- Christie Lynn Smith (Nanny)

### Épisode 23:Sœurs ennemies
- États-Unis : 16 mai 2002 sur CBS / CTV
- France : 22 février 2003 sur TF1

- États-Unis : 27,00 millions de téléspectateurs[14]
- France : 5,942 millions de téléspectateurs[3](rediffusion)

- Mark Sheppard (Rod Darling)